# Élections départementales de 2021 dans les Hauts-de-Seine
Les élections départementales de 2021 dans les Hauts-de-Seine ont lieu les 20 et 27 juin. La droite, menée par Georges Siffredi (LR), conserve sa majorité au conseil départemental.

## Contexte départemental

### Assemblée départementale sortante
Avant les élections, le conseil départemental des Hauts-de-Seine est présidé par Georges Siffredi (LR).
Il comprend 46 conseillers départementaux issus des 23 cantons des Hauts-de-Seine.
| Président du conseil départemental   |       |       |      |                                  |
| Georges Siffredi (LR)                |       |       |      |                                  |
| Parti                                | Sigle | Sigle | Élus | Groupes                          |
| Majorité (38 sièges)                 |       |       |      |                                  |
| Les Républicains                     |       | LR    | 21   | Ensemble pour les Hauts-de-Seine |
| Union des démocrates et indépendants |       | UDI   | 9    | Ensemble pour les Hauts-de-Seine |
| Divers droite                        |       | DVD   | 5    | Ensemble pour les Hauts-de-Seine |
| Mouvement démocrate                  |       | MoDem | 1    | Ensemble pour les Hauts-de-Seine |
| Soyons libres                        |       | SL    | 1    | Ensemble pour les Hauts-de-Seine |
| Agir                                 |       | Agir  | 1    | Ensemble pour les Hauts-de-Seine |
| Opposition (8 sièges)                |       |       |      |                                  |
| Parti communiste français            |       | PCF   | 5    | Front de Gauche et citoyens      |
| Divers gauche                        |       | DVG   | 1    | Front de Gauche et citoyens      |
| Parti socialiste                     |       | PS    | 2    | Non-inscrits                     |

## Système électoral
Les élections ont lieu au scrutin majoritaire binominal à deux tours. Le système est paritaire : les candidatures sont présentées sous la forme d'un binôme composé d'une femme et d'un homme avec leurs suppléants (une femme et un homme également).
Pour être élu au premier tour, un binôme doit obtenir la majorité absolue des suffrages exprimés et un nombre de suffrages au moins égal à 25 % des électeurs inscrits. Si aucun binôme n'est élu au premier tour, seuls peuvent se présenter au second tour les binômes qui ont obtenu un nombre de suffrages au moins égal à 12,5 % des électeurs inscrits, sans possibilité pour les binômes de fusionner. Est élu au second tour le binôme qui obtient le plus grand nombre de voix.

## Résultats à l'échelle du département

### Résultats par nuances
| Binômes                  | Binômes                              | Binômes                  | Premier tour | Premier tour | Premier tour | Second tour | Second tour   | Second tour | Total | +/-           |  |
| Binômes                  | Binômes                              | Binômes                  | Voix         | %            | Sièges       | Voix        | %             | Sièges      | Total | +/-           |  |
| ------------------------ | ------------------------------------ | ------------------------ | ------------ | ------------ | ------------ | ----------- | ------------- | ----------- | ----- | ------------- |  |
|                          | Union au centre et à droite          | UCD                      | 55 949       | 16,73        | 0            | 80 516      | 24,82         | 12          | 12    | Nv.           |  |
|                          | Les Républicains                     | LR                       | 38 474       | 11,50        | 0            | 56 429      | 17,39         | 10          | 10    | en stagnation |  |
|                          | Union à gauche avec des écologistes  | UGE                      | 49 931       | 14,93        | 0            | 52 947      | 16,32         | 6           | 6     | Nv.           |  |
|                          | Union à droite                       | UD                       | 21 301       | 6,37         | 0            | 29 609      | 9,13          | 6           | 6     | 20            |  |
|                          | Union à gauche                       | UG                       | 23 037       | 6,89         | 0            | 11 919      | 3,67          | 4           | 4     | 4             |  |
|                          | Union au centre                      | UC                       | 11 867       | 3,55         | 0            | 15 603      | 4,81          | 2           | 2     | Nv.           |  |
|                          | Union des démocrates et indépendants | UDI                      | 6 864        | 2,05         | 0            | 10 875      | 3,35          | 2           | 2     | 2             |  |
|                          | Divers droite                        | DVD                      | 22 886       | 6,84         | 2            | 8 505       | 2,62          | 0           | 2     | en stagnation |  |
|                          | Parti communiste français            | COM                      | 5 502        | 1,64         | 0            | 6 422       | 1,98          | 2           | 2     | 2             |  |
|                          | La République en marche              | REM                      | 28 942       | 8,65         | 0            | 19 842      | 6,12          | 0           | 0     | Nv.           |  |
|                          | Écologistes                          | ECO                      | 20 633       | 6,17         | 0            | 17 145      | 5,28          | 0           | 0     | Nv.           |  |
|                          | Divers centre                        | DVC                      | 7 715        | 2,31         | 0            | 7 545       | 2,33          | 0           | 0     | Nv.           |  |
|                          | Divers gauche                        | DVG                      | 5 815        | 1,74         | 0            | 5 781       | 1,78          | 0           | 0     | 2             |  |
|                          | Rassemblement national               | RN                       | 31 684       | 9,47         | 0            | 1 296       | 0,40          | 0           | 0     | en stagnation |  |
|                          | Divers                               | DIV                      | 1 271        | 0,38         | 0            |             |               |             | 0     | en stagnation |  |
|                          | Extrême gauche                       | EXG                      | 1 036        | 0,31         | 0            | 0           | en stagnation |             |       |               |  |
|                          | Parti socialiste                     | SOC                      | 964          | 0,29         | 0            | 0           | 2             |             |       |               |  |
|                          | La France insoumise                  | FI                       | 648          | 0,19         | 0            | 0           | Nv.           |             |       |               |  |
|                          |                                      |                          |              |              |              |             |               |             |       |               |  |
| Suffrages exprimés       | Suffrages exprimés                   | Suffrages exprimés       | 334 519      | 96,51        |              | 324 434     | 92,82         |             |       |               |  |
| Votes blancs             | Votes blancs                         | Votes blancs             | 9 997        | 2,88         | 21 372       | 6,11        |               |             |       |               |  |
| Votes nuls               | Votes nuls                           | Votes nuls               | 2 114        | 0,61         | 3 718        | 1,06        |               |             |       |               |  |
| Total                    | Total                                | Total                    | 346 630      | 100          | 2            | 349 524     | 100           | 44          | 46    | en stagnation |  |
| Abstentions              | Abstentions                          | Abstentions              | 633 032      | 64,62        |              | 593 899     | 62,95         |             |       |               |  |
| Inscrits / participation | Inscrits / participation             | Inscrits / participation | 979 662      | 35,38        | 943 423      | 37,05       |               |             |       |               |  |

### Assemblée départementale élue
| Président du conseil départemental          |       |       |      |                                              |
| Georges Siffredi (LR)                       |       |       |      |                                              |
| Parti                                       | Sigle | Sigle | Élus | Groupes                                      |
| Majorité (34 sièges)                        |       |       |      |                                              |
| Les Républicains                            |       | LR    | 19   | Ensemble pour les Hauts-de-Seine             |
| Union des démocrates et indépendants        |       | UDI   | 8    | Ensemble pour les Hauts-de-Seine             |
| Divers droite                               |       | DVD   | 5    | Ensemble pour les Hauts-de-Seine             |
| Mouvement démocrate                         |       | MoDem | 1    | Ensemble pour les Hauts-de-Seine             |
| Centre national des indépendants et paysans |       | CNIP  | 1    | Ensemble pour les Hauts-de-Seine             |
| Opposition (12 sièges)                      |       |       |      |                                              |
| Parti communiste français                   |       | PCF   | 5    | Gauche citoyenne, communiste et républicaine |
| Divers gauche                               |       | DVG   | 1    | Gauche citoyenne, communiste et républicaine |
| Parti socialiste                            |       | PS    | 3    | Ecologistes et socialistes                   |
| Europe Écologie Les Verts                   |       | EÉLV  | 3    | Ecologistes et socialistes                   |

### Élus par canton
Avec 34 élus sur 46, la droite reste largement majoritaire à l'issue de ce renouvellement, malgré la perte de deux cantons à Colombes-1 et Châtillon. La gauche confirme ainsi ses gains des précédentes municipales.
| Canton                 | Conseiller Sortant       | Parti | Parti | Conseiller élu            | Parti | Parti |
| ---------------------- | ------------------------ | ----- | ----- | ------------------------- | ----- | ----- |
| Antony                 | Véronique Bergerol       |       | LR    | Véronique Bergerol        |       | LR    |
| Antony                 | Jacques Legrand          |       | LR    | Jean-Yves Sénant          |       | LR    |
| Asnières-sur-Seine     | Josiane Fischer          |       | UDI   | Josiane Fischer           |       | UDI   |
| Asnières-sur-Seine     | André Mancipoz           |       | LR    | Thomas Lam                |       | LR    |
| Bagneux                | Marie-Hélène Amiable     |       | PCF   | Hélène Cillieres          |       | PCF   |
| Bagneux                | Pierre Ouzoulias         |       | PCF   | Pierre Ouzoulias          |       | PCF   |
| Boulogne-Billancourt-1 | Pierre-Christophe Baguet |       | LR    | Pierre-Christophe Baguet  |       | LR    |
| Boulogne-Billancourt-1 | Armelle Gendarme         |       | UDI   | Marie-Noëlle Charoy       |       | UDI   |
| Boulogne-Billancourt-2 | Grégoire de La Roncière  |       | DVD   | Grégoire de La Roncière   |       | DVD   |
| Boulogne-Billancourt-2 | Maurie-Laure Godin       |       | LR    | Maurie-Laure Godin        |       | LR    |
| Châtenay-Malabry       | Nathalie Léandri         |       | UDI   | Nathalie Léandri          |       | UDI   |
| Châtenay-Malabry       | Georges Siffredi         |       | LR    | Georges Siffredi          |       | LR    |
| Châtillon              | Anne-Christine Bataille  |       | LR    | Astrid Brobecker          |       | EÉLV  |
| Châtillon              | Laurent Vastel           |       | UDI   | Lounes Adjroud            |       | PS    |
| Clamart                | Jean-Didier Berger       |       | SL    | Yves Coscas               |       | LR    |
| Clamart                | Isabelle Debré           |       | LR    | Sandrine Bourg            |       | LR    |
| Clichy                 | Alice Le Moal            |       | MoDem | Alice Le Moal             |       | MoDem |
| Clichy                 | Rémi Muzeau              |       | DVD   | Rémi Muzeau               |       | DVD   |
| Colombes-1             | Nicole Goueta            |       | LR    | Chantal Barthelemy-Ruiz   |       | PS    |
| Colombes-1             | Sébastien Perrotel       |       | UDI   | Najib Benarafa            |       | EÉLV  |
| Colombes-2             | Isabelle Caullery        |       | LR    | Isabelle Caullery         |       | LR    |
| Colombes-2             | Yves Révillon            |       | LR    | Yves Révillon             |       | LR    |
| Courbevoie-1           | Daniel Courtès           |       | LR    | Daniel Courtès            |       | LR    |
| Courbevoie-1           | Marie-Pierre Limoge      |       | UDI   | Nathaly Lederman          |       | LR    |
| Courbevoie-2           | Vincent Franchi          |       | LR    | Vincent Franchi           |       | LR    |
| Courbevoie-2           | Aurélie Taquillain       |       | LR    | Marie-Pierre Limoge       |       | UDI   |
| Gennevilliers          | Elsa Faucillon           |       | PCF   | Nadia Mouaddine           |       | PCF   |
| Gennevilliers          | Gabriel Massou           |       | PCF   | Denis Datcharry           |       | PCF   |
| Issy-les-Moulineaux    | Nathalie Pitrou          |       | UDI   | Nathalie Pitrou           |       | UDI   |
| Issy-les-Moulineaux    | Paul Subrini             |       | LR    | Ludovic Guilcher          |       | UDI   |
| Levallois-Perret       | Frédérique Collet        |       | Agir  | Agnès Pottier-Dumas       |       | LR    |
| Levallois-Perret       | Arnaud de Courson        |       | DVD   | David-Xavier Weiss        |       | CNIP  |
| Meudon                 | Denis Larghero           |       | UDI   | Denis Larghero            |       | UDI   |
| Meudon                 | Armelle Tilly            |       | LR    | Armelle Tilly             |       | LR    |
| Montrouge              | Catherine Picard         |       | PS    | Dominique Trichet-Allaire |       | EÉLV  |
| Montrouge              | Joaquim Timoteo          |       | PS    | Joaquim Timoteo           |       | PS    |
| Nanterre-1             | Laureen Genthon          |       | PCF   | Laureen Genthon           |       | PCF   |
| Nanterre-1             | Patrick Jarry            |       | DVG   | Patrick Jarry             |       | DVG   |
| Nanterre-2             | Camille Bedin            |       | LR    | Camille Bedin             |       | LR    |
| Nanterre-2             | Christian Dupuy          |       | LR    | Guillaume Boudy           |       | LR    |
| Neuilly-sur-Seine      | Alexandra Fourcade       |       | DVD   | Alexandra Fourcade        |       | DVD   |
| Neuilly-sur-Seine      | Olivier Larmurier        |       | DVD   | Jean-Christophe Fromantin |       | TEM   |
| Rueil-Malmaison        | Rita Demblon             |       | UDI   | Rita Demblon              |       | UDI   |
| Rueil-Malmaison        | Yves Menel               |       | LR    | Xabi Elizagoyen           |       | LR    |
| Saint-Cloud            | Jeanne Bécart            |       | LR    | Jeanne Bécart             |       | LR    |
| Saint-Cloud            | Éric Berdoati            |       | DVD   | Éric Berdoati             |       | DVD   |

## Résultats par canton
Les binômes sont présentés par ordre décroissant des résultats au premier tour. En cas de victoire au second tour du binôme arrivé en deuxième place au premier, ses résultats sont indiqués en gras.

### Canton d'Antony
| Candidats                | Candidats                    | Partis                   | Nuance                   | Premier tour | Premier tour | Second tour | Second tour |
| Candidats                | Candidats                    | Partis                   | Nuance                   | Voix         | %            | Voix        | %           |
| ------------------------ | ---------------------------- | ------------------------ | ------------------------ | ------------ | ------------ | ----------- | ----------- |
|                          | Véronique Bergerol           | LR                       | LR                       | 6 195        | 40,03        | 9 706       | 60,63       |
|                          | Jean-Yves Sénant             | LR                       | LR                       | 6 195        | 40,03        | 9 706       | 60,63       |
|                          | Julien Doyen                 | EÉLV                     | UGE                      | 2 708        | 17,50        | 6 302       | 39,37       |
|                          | Béatrice Fromentin-Denozière | G·s                      | UGE                      | 2 708        | 17,50        | 6 302       | 39,37       |
|                          | Catherine Favier             | LREM                     | REM                      | 2 028        | 13,11        |             |             |
|                          | Laurent Souchaud             | LREM                     | REM                      | 2 028        | 13,11        |             |             |
|                          | Bruno Edouard                | DVG                      | UG                       | 1 700        | 10,99        |             |             |
|                          | Irène Huard                  | PCF                      | UG                       | 1 700        | 10,99        |             |             |
|                          | Isabelle Lajeunie            | DVD                      | DVD                      | 1 538        | 9,94         |             |             |
|                          | Dimitri Mongeot              | DVD                      | DVD                      | 1 538        | 9,94         |             |             |
|                          | Luc Doumont                  | RN                       | RN                       | 1 199        | 7,75         |             |             |
|                          | Laeticia Lemoine             | RN                       | RN                       | 1 199        | 7,75         |             |             |
|                          | Lucie Vaudeville             | FDD                      | DIV                      | 107          | 0,69         |             |             |
|                          | Alan Yahiaoui                | FDD                      | DIV                      | 107          | 0,69         |             |             |
|                          |                              |                          |                          |              |              |             |             |
| Suffrages exprimés       | Suffrages exprimés           | Suffrages exprimés       | Suffrages exprimés       | 15 475       | 96,72        | 16 008      | 97,40       |
| Votes blancs             | Votes blancs                 | Votes blancs             | Votes blancs             | 524          | 3,28         | 1 079       | 6,31        |
| Votes nuls               | Votes nuls                   | Votes nuls               | Votes nuls               | 0            | 0,00         | 0           | 0,00        |
| Total                    | Total                        | Total                    | Total                    | 15 999       | 100          | 17 087      | 100         |
| Abstention               | Abstention                   | Abstention               | Abstention               | 25 001       | 61,45        | 24 409      | 58,82       |
| Inscrits / participation | Inscrits / participation     | Inscrits / participation | Inscrits / participation | 41 500       | 38,55        | 41 496      | 41,18       |

### Canton d'Asnières-sur-Seine
| Candidats                | Candidats                         | Partis                   | Nuance                   | Premier tour | Premier tour | Second tour | Second tour |
| Candidats                | Candidats                         | Partis                   | Nuance                   | Voix         | %            | Voix        | %           |
| ------------------------ | --------------------------------- | ------------------------ | ------------------------ | ------------ | ------------ | ----------- | ----------- |
|                          | Josiane Fischer                   | UDI                      | UCD                      | 4 343        | 38,11        | 7 449       | 59,41       |
|                          | Thomas Lam                        | LR                       | UCD                      | 4 343        | 38,11        | 7 449       | 59,41       |
|                          | Thomas Bury                       | EÉLV                     | ECO                      | 2 156        | 18,92        | 5 090       | 40,59       |
|                          | Francesca Pasquini                | EÉLV                     | ECO                      | 2 156        | 18,92        | 5 090       | 40,59       |
|                          | Isabelle Gastal                   | LREM                     | UC                       | 1 934        | 16,97        |             |             |
|                          | Lucas Macle                       | LREM                     | UC                       | 1 934        | 16,97        |             |             |
|                          | Catherine Alibert                 | RN                       | RN                       | 1 041        | 9,14         |             |             |
|                          | Renaud de Mascarel de La Corbière | RN                       | RN                       | 1 041        | 9,14         |             |             |
|                          | Miléna Eskenazi                   | PS                       | SOC                      | 964          | 8,46         |             |             |
|                          | Féliciano Gomez                   | PS                       | SOC                      | 964          | 8,46         |             |             |
|                          | Mathilde Hériaud                  | G·s                      | UG                       | 823          | 7,22         |             |             |
|                          | Nino Schillaci                    | PCF                      | UG                       | 823          | 7,22         |             |             |
|                          | Antoine Brunet                    | POID                     | EXG                      | 134          | 1,18         |             |             |
|                          | Corinne Jan                       | POID                     | EXG                      | 134          | 1,18         |             |             |
|                          |                                   |                          |                          |              |              |             |             |
| Suffrages exprimés       | Suffrages exprimés                | Suffrages exprimés       | Suffrages exprimés       | 11 395       | 96,49        | 12 539      | 94,68       |
| Votes blancs             | Votes blancs                      | Votes blancs             | Votes blancs             | 278          | 2,35         | 497         | 3,75        |
| Votes nuls               | Votes nuls                        | Votes nuls               | Votes nuls               | 137          | 1,16         | 208         | 1,57        |
| Total                    | Total                             | Total                    | Total                    | 11 810       | 100          | 13 244      | 100         |
| Abstention               | Abstention                        | Abstention               | Abstention               | 25 044       | 67,95        | 23 624      | 64,08       |
| Inscrits / participation | Inscrits / participation          | Inscrits / participation | Inscrits / participation | 36 854       | 32,05        | 36 868      | 35,92       |

### Canton de Bagneux
| Candidats                | Candidats                | Partis                   | Nuance                   | Premier tour | Premier tour | Second tour | Second tour |
| Candidats                | Candidats                | Partis                   | Nuance                   | Voix         | %            | Voix        | %           |
| ------------------------ | ------------------------ | ------------------------ | ------------------------ | ------------ | ------------ | ----------- | ----------- |
|                          | Hélène Cillières         | PCF                      | UG                       | 3 542        | 32,03        | 6 547       | 55,83       |
|                          | Pierre Ouzoulias         | PCF                      | UG                       | 3 542        | 32,03        | 6 547       | 55,83       |
|                          | Patrice Martin           | UDI                      | UCD                      | 2 841        | 25,69        | 5 179       | 44,17       |
|                          | Isabelle Spiers          | DVD                      | UCD                      | 2 841        | 25,69        | 5 179       | 44,17       |
|                          | Christophe Bonazzi       | EÉLV                     | ECO                      | 2 556        | 23,11        |             |             |
|                          | Pascale Meker            | EÉLV                     | ECO                      | 2 556        | 23,11        |             |             |
|                          | Eléonore Garcia          | RN                       | RN                       | 1 242        | 11,23        |             |             |
|                          | Patrick Yvars            | RN                       | RN                       | 1 242        | 11,23        |             |             |
|                          | Olivier Barberousse      | LFI                      | UG                       | 780          | 7,05         |             |             |
|                          | Claire Gabiache          | G·s                      | UG                       | 780          | 7,05         |             |             |
|                          | Lucile Dupuy             | POID                     | EXG                      | 98           | 0,89         |             |             |
|                          | Yannick Remy             | POID                     | EXG                      | 98           | 0,89         |             |             |
|                          |                          |                          |                          |              |              |             |             |
| Suffrages exprimés       | Suffrages exprimés       | Suffrages exprimés       | Suffrages exprimés       | 11 059       | 96,07        | 11 726      | 95,75       |
| Votes blancs             | Votes blancs             | Votes blancs             | Votes blancs             | 320          | 2,78         | 349         | 2,85        |
| Votes nuls               | Votes nuls               | Votes nuls               | Votes nuls               | 132          | 1,15         | 172         | 1,40        |
| Total                    | Total                    | Total                    | Total                    | 11 511       | 100          | 12 247      | 100         |
| Abstention               | Abstention               | Abstention               | Abstention               | 24 377       | 67,93        | 23 648      | 65,88       |
| Inscrits / participation | Inscrits / participation | Inscrits / participation | Inscrits / participation | 35 888       | 32,07        | 35 895      | 34,12       |

### Canton de Boulogne-Billancourt-1
| Candidats                | Candidats                | Partis                   | Nuance                   | Premier tour | Premier tour | Second tour | Second tour |
| Candidats                | Candidats                | Partis                   | Nuance                   | Voix         | %            | Voix        | %           |
| ------------------------ | ------------------------ | ------------------------ | ------------------------ | ------------ | ------------ | ----------- | ----------- |
|                          | Pierre-Christophe Baguet | LR                       | UCD                      | 7 848        | 53,30        | 9 683       | 64,46       |
|                          | Marie-Noëlle Charoy      | UDI                      | UCD                      | 7 848        | 53,30        | 9 683       | 64,46       |
|                          | Antoine de Jerphanion    | DVD                      | DVD                      | 3 464        | 23,52        | 5 339       | 35,54       |
|                          | Ségolène Missoffe        | DVD                      | DVD                      | 3 464        | 23,52        | 5 339       | 35,54       |
|                          | Sarah Champagne          | EÉLV                     | ECO                      | 1 729        | 11,74        |             |             |
|                          | Stanislav Povolachi      | EÉLV                     | ECO                      | 1 729        | 11,74        |             |             |
|                          | Bruno de Graeve          | RN                       | RN                       | 843          | 5,72         |             |             |
|                          | Carole Roussel           | RN                       | RN                       | 843          | 5,72         |             |             |
|                          | Martine Even             | G·s                      | UG                       | 841          | 5,71         |             |             |
|                          | Frédéric Probel          | PCF                      | UG                       | 841          | 5,71         |             |             |
|                          |                          |                          |                          |              |              |             |             |
| Suffrages exprimés       | Suffrages exprimés       | Suffrages exprimés       | Suffrages exprimés       | 14 725       | 97,65        | 15 022      | 91,55       |
| Votes blancs             | Votes blancs             | Votes blancs             | Votes blancs             | 355          | 2,35         | 1 386       | 8,45        |
| Votes nuls               | Votes nuls               | Votes nuls               | Votes nuls               | 0            | 0,00         | 0           | 0,00        |
| Total                    | Total                    | Total                    | Total                    | 15 080       | 100          | 16 408      | 100         |
| Abstention               | Abstention               | Abstention               | Abstention               | 26 105       | 63,38        | 24 790      | 60,17       |
| Inscrits / participation | Inscrits / participation | Inscrits / participation | Inscrits / participation | 41 185       | 36,62        | 41 198      | 39,83       |

### Canton de Boulogne-Billancourt-2
| Candidats                | Candidats                | Partis                   | Nuance                   | Premier tour | Premier tour | Second tour | Second tour |
| Candidats                | Candidats                | Partis                   | Nuance                   | Voix         | %            | Voix        | %           |
| ------------------------ | ------------------------ | ------------------------ | ------------------------ | ------------ | ------------ | ----------- | ----------- |
|                          | Grégoire de La Roncière  | DVD                      | UD                       | 6 848        | 45,68        | 9 789       | 62,76       |
|                          | Marie-Laure Godin        | LR                       | UD                       | 6 848        | 45,68        | 9 789       | 62,76       |
|                          | Philippe Audoin          | EÉLV                     | ECO                      | 3 178        | 21,20        | 5 808       | 37,24       |
|                          | Pauline Rapilly-Ferniot  | EÉLV                     | ECO                      | 3 178        | 21,20        | 5 808       | 37,24       |
|                          | Dominique de Goutel      | DVD                      | DVD                      | 1 939        | 12,93        |             |             |
|                          | Brahim Oubella           | DVD                      | DVD                      | 1 939        | 12,93        |             |             |
|                          | Anne Beaufils            | DVG                      | UG                       | 1 826        | 12,18        |             |             |
|                          | Nicolas Gaborit          | PS                       | UG                       | 1 826        | 12,18        |             |             |
|                          | Cécile Guimault          | RN                       | RN                       | 1 200        | 8,00         |             |             |
|                          | Philippe Millot          | RN                       | RN                       | 1 200        | 8,00         |             |             |
|                          |                          |                          |                          |              |              |             |             |
| Suffrages exprimés       | Suffrages exprimés       | Suffrages exprimés       | Suffrages exprimés       | 14 991       | 33,65        | 15 597      | 93,22       |
| Votes blancs             | Votes blancs             | Votes blancs             | Votes blancs             | 767          | 1,72         | 1 135       | 6,78        |
| Votes nuls               | Votes nuls               | Votes nuls               | Votes nuls               | 0            | 0,00         | 0           | 0,00        |
| Total                    | Total                    | Total                    | Total                    | 15 758       | 100          | 16 732      | 100         |
| Abstention               | Abstention               | Abstention               | Abstention               | 28 789       | 64,63        | 27 827      | 62,45       |
| Inscrits / participation | Inscrits / participation | Inscrits / participation | Inscrits / participation | 44 547       | 35,37        | 44 559      | 37,55       |

### Canton de Châtenay-Malabry
| Candidats                | Candidats                | Partis                   | Nuance                   | Premier tour | Premier tour | Second tour | Second tour |
| Candidats                | Candidats                | Partis                   | Nuance                   | Voix         | %            | Voix        | %           |
| ------------------------ | ------------------------ | ------------------------ | ------------------------ | ------------ | ------------ | ----------- | ----------- |
|                          | Nathalie Leandri         | UDI                      | UCD                      | 10 455       | 54,01        | 13 695      | 68,67       |
|                          | Georges Siffredi         | LR                       | UCD                      | 10 455       | 54,01        | 13 695      | 68,67       |
|                          | Marine Laurent           | EÉLV                     | ECO                      | 4 612        | 23,82        | 6 247       | 31,33       |
|                          | Christian Lemoine        | EÉLV                     | ECO                      | 4 612        | 23,82        | 6 247       | 31,33       |
|                          | Jean-Christophe Dessange | LREM                     | REM                      | 2 744        | 14,17        |             |             |
|                          | Elvire Pomeau            | LREM                     | REM                      | 2 744        | 14,17        |             |             |
|                          | Alexandre Askanian       | RN                       | RN                       | 1 548        | 8,00         |             |             |
|                          | Isabelle Doumont         | RN                       | RN                       | 1 548        | 8,00         |             |             |
|                          |                          |                          |                          |              |              |             |             |
| Suffrages exprimés       | Suffrages exprimés       | Suffrages exprimés       | Suffrages exprimés       | 19 359       | 96,37        | 19 942      | 95,02       |
| Votes blancs             | Votes blancs             | Votes blancs             | Votes blancs             | 607          | 3,02         | 859         | 4,09        |
| Votes nuls               | Votes nuls               | Votes nuls               | Votes nuls               | 123          | 0,61         | 186         | 0,89        |
| Total                    | Total                    | Total                    | Total                    | 20 089       | 100          | 20 987      | 100         |
| Abstention               | Abstention               | Abstention               | Abstention               | 33 201       | 62,30        | 32 321      | 60,63       |
| Inscrits / participation | Inscrits / participation | Inscrits / participation | Inscrits / participation | 53 290       | 37,70        | 53 308      | 39,37       |

### Canton de Châtillon
| Candidats                | Candidats                | Partis                   | Nuance                   | Premier tour | Premier tour | Second tour | Second tour |
| Candidats                | Candidats                | Partis                   | Nuance                   | Voix         | %            | Voix        | %           |
| ------------------------ | ------------------------ | ------------------------ | ------------------------ | ------------ | ------------ | ----------- | ----------- |
|                          | Anne-Christine Bataille  | LR                       | UCD                      | 5 153        | 38,12        | 7 114       | 49,40       |
|                          | Laurent Vastel           | UDI                      | UCD                      | 5 153        | 38,12        | 7 114       | 49,40       |
|                          | Lounes Adjroud           | PS                       | UGE                      | 5 113        | 37,82        | 7 288       | 50,60       |
|                          | Astrid Brobecker         | EÉLV                     | UGE                      | 5 113        | 37,82        | 7 288       | 50,60       |
|                          | Juliette Châtelain       | RN                       | RN                       | 1 362        | 10,08        |             |             |
|                          | David Delorme-Monsarrat  | RN                       | RN                       | 1 362        | 10,08        |             |             |
|                          | Michel Faye              | SE                       | DIV                      | 1 087        | 8,04         |             |             |
|                          | Christine Vicari         | SE                       | DIV                      | 1 087        | 8,04         |             |             |
|                          | Marie-Claire Cailletaud  | PCF                      | COM                      | 803          | 5,94         |             |             |
|                          | Romuald Pain             | PCF                      | COM                      | 803          | 5,94         |             |             |
|                          |                          |                          |                          |              |              |             |             |
| Suffrages exprimés       | Suffrages exprimés       | Suffrages exprimés       | Suffrages exprimés       | 13 518       | 96,46        | 14 402      | 95,77       |
| Votes blancs             | Votes blancs             | Votes blancs             | Votes blancs             | 321          | 2,29         | 404         | 2,69        |
| Votes nuls               | Votes nuls               | Votes nuls               | Votes nuls               | 175          | 1,25         | 232         | 1,54        |
| Total                    | Total                    | Total                    | Total                    | 14 014       | 100          | 15 038      | 100         |
| Abstention               | Abstention               | Abstention               | Abstention               | 22 237       | 61,34        | 21 230      | 58,54       |
| Inscrits / participation | Inscrits / participation | Inscrits / participation | Inscrits / participation | 36 251       | 38,66        | 36 268      | 41,46       |

### Canton de Clamart
| Candidats                | Candidats                | Partis                   | Nuance                   | Premier tour | Premier tour | Second tour | Second tour |
| Candidats                | Candidats                | Partis                   | Nuance                   | Voix         | %            | Voix        | %           |
| ------------------------ | ------------------------ | ------------------------ | ------------------------ | ------------ | ------------ | ----------- | ----------- |
|                          | Sandrine Bourg           | LR                       | LR                       | 7 296        | 36,82        | 11 503      | 55,28       |
|                          | Yves Coscas              | LR                       | LR                       | 7 296        | 36,82        | 11 503      | 55,28       |
|                          | Adeline Beving           | EÉLV                     | UGE                      | 5 614        | 28,33        | 9 305       | 44,72       |
|                          | David Huynh              | G·s                      | UGE                      | 5 614        | 28,33        | 9 305       | 44,72       |
|                          | Sonia Damlamian          | LREM                     | REM                      | 3 626        | 18,30        |             |             |
|                          | Martin Garagnon          | LREM                     | REM                      | 3 626        | 18,30        |             |             |
|                          | Julia Carrasco           | RN                       | RN                       | 1 649        | 8,32         |             |             |
|                          | Marc Thomas              | RN                       | RN                       | 1 649        | 8,32         |             |             |
|                          | Boris Amoroz             | PCF                      | UG                       | 1 629        | 8,22         |             |             |
|                          | Madeleine Bahloul        | LFI                      | UG                       | 1 629        | 8,22         |             |             |
|                          |                          |                          |                          |              |              |             |             |
| Suffrages exprimés       | Suffrages exprimés       | Suffrages exprimés       | Suffrages exprimés       | 19 814       | 36,72        | 20 808      | 96,19       |
| Votes blancs             | Votes blancs             | Votes blancs             | Votes blancs             | 329          | 0,61         | 562         | 2,60        |
| Votes nuls               | Votes nuls               | Votes nuls               | Votes nuls               | 168          | 0,31         | 263         | 1,22        |
| Total                    | Total                    | Total                    | Total                    | 20 311       | 100          | 21 633      | 100         |
| Abstention               | Abstention               | Abstention               | Abstention               | 33 645       | 62,36        | 32 339      | 59,92       |
| Inscrits / participation | Inscrits / participation | Inscrits / participation | Inscrits / participation | 53 956       | 37,64        | 53 972      | 40,08       |

### Canton de Clichy
| Candidats                | Candidats                | Partis                   | Nuance                   | Premier tour | Premier tour | Second tour | Second tour |
| Candidats                | Candidats                | Partis                   | Nuance                   | Voix         | %            | Voix        | %           |
| ------------------------ | ------------------------ | ------------------------ | ------------------------ | ------------ | ------------ | ----------- | ----------- |
|                          | Alice Le Moal            | MoDem                    | UC                       | 3 827        | 44,36        | 5 068       | 56,94       |
|                          | Rémi Muzeau              | DVD                      | UC                       | 3 827        | 44,36        | 5 068       | 56,94       |
|                          | Alain Fournier           | EÉLV                     | UGE                      | 2 243        | 26,00        | 3 833       | 43,06       |
|                          | Pascale Raynal           | LFI                      | UGE                      | 2 243        | 26,00        | 3 833       | 43,06       |
|                          | Vincent Bosc             | LREM                     | REM                      | 736          | 8,53         |             |             |
|                          | Alvine Moutongo-Black    | LREM                     | REM                      | 736          | 8,53         |             |             |
|                          | Sonny Séverin            | PS                       | UG                       | 707          | 8,19         |             |             |
|                          | Clotilde Véga-Ritter     | PS                       | UG                       | 707          | 8,19         |             |             |
|                          | Liliane Pradier          | RN                       | RN                       | 502          | 5,82         |             |             |
|                          | Thierry Ruellan          | RN                       | RN                       | 502          | 5,82         |             |             |
|                          | Louis-Alexandre Alciator | LR                       | UCD                      | 389          | 4,51         |             |             |
|                          | Viviane Diego            | DVD                      | UCD                      | 389          | 4,51         |             |             |
|                          | Pierre Iwanoff           | POID                     | EXG                      | 147          | 1,70         |             |             |
|                          | Sandra Zwarts            | POID                     | EXG                      | 147          | 1,70         |             |             |
|                          | Idir Larbaouri           | FDD                      | DIV                      | 77           | 0,89         |             |             |
|                          | Nelly Violette           | FDD                      | DIV                      | 77           | 0,89         |             |             |
|                          |                          |                          |                          |              |              |             |             |
| Suffrages exprimés       | Suffrages exprimés       | Suffrages exprimés       | Suffrages exprimés       | 8 628        | 96,92        | 8 901       | 95,84       |
| Votes blancs             | Votes blancs             | Votes blancs             | Votes blancs             | 164          | 1,84         | 234         | 2,52        |
| Votes nuls               | Votes nuls               | Votes nuls               | Votes nuls               | 110          | 1,24         | 152         | 1,64        |
| Total                    | Total                    | Total                    | Total                    | 8 902        | 100          | 9 287       | 100         |
| Abstention               | Abstention               | Abstention               | Abstention               | 21 546       | 70,76        | 21 176      | 69,51       |
| Inscrits / participation | Inscrits / participation | Inscrits / participation | Inscrits / participation | 30 448       | 29,24        | 30 463      | 30,49       |

### Canton de Colombes-1
| Candidats                | Candidats                | Partis                   | Nuance                   | Premier tour | Premier tour | Second tour | Second tour |
| Candidats                | Candidats                | Partis                   | Nuance                   | Voix         | %            | Voix        | %           |
| ------------------------ | ------------------------ | ------------------------ | ------------------------ | ------------ | ------------ | ----------- | ----------- |
|                          | Nicole Goueta            | LR                       | LR                       | 3 149        | 27,53        | 5 920       | 48,52       |
|                          | Hervé Hemonet            | LR                       | LR                       | 3 149        | 27,53        | 5 920       | 48,52       |
|                          | Chantal Barthelemy-Ruiz  | PS                       | UGE                      | 2 871        | 25,10        | 6 281       | 51,48       |
|                          | Najib Benarafa           | EÉLV                     | UGE                      | 2 871        | 25,10        | 6 281       | 51,48       |
|                          | Philippe Pattier         | LREM                     | REM                      | 2 015        | 17,62        |             |             |
|                          | Bénédicte Pételle        | LREM                     | REM                      | 2 015        | 17,62        |             |             |
|                          | Lazhar Bekkari           | LFI                      | UG                       | 2 009        | 17,56        |             |             |
|                          | Evelyne Bouchouicha      | PCF                      | UG                       | 2 009        | 17,56        |             |             |
|                          | Emmanuelle Cuignet       | RN                       | RN                       | 966          | 8,44         |             |             |
|                          | Fabrice Singier          | RN                       | RN                       | 966          | 8,44         |             |             |
|                          | Denis Butaye             | DVD                      | DVD                      | 429          | 3,75         |             |             |
|                          | Karin Nironi Butaye      | DVD                      | DVD                      | 429          | 3,75         |             |             |
|                          |                          |                          |                          |              |              |             |             |
| Suffrages exprimés       | Suffrages exprimés       | Suffrages exprimés       | Suffrages exprimés       | 11 439       | 95,48        | 12 201      | 92,88       |
| Votes blancs             | Votes blancs             | Votes blancs             | Votes blancs             | 541          | 4,52         | 935         | 7,12        |
| Votes nuls               | Votes nuls               | Votes nuls               | Votes nuls               | 0            | 0,00         | 0           | 0,00        |
| Total                    | Total                    | Total                    | Total                    | 11 980       | 100          | 13 136      | 100         |
| Abstention               | Abstention               | Abstention               | Abstention               | 27 688       | 69,80        | 26 545      | 66,90       |
| Inscrits / participation | Inscrits / participation | Inscrits / participation | Inscrits / participation | 39 668       | 30,20        | 39 681      | 33,10       |

### Canton de Colombes-2
| Candidats                | Candidats                | Partis                   | Nuance                   | Premier tour | Premier tour | Second tour | Second tour |
| Candidats                | Candidats                | Partis                   | Nuance                   | Voix         | %            | Voix        | %           |
| ------------------------ | ------------------------ | ------------------------ | ------------------------ | ------------ | ------------ | ----------- | ----------- |
|                          | Isabelle Caullery        | LR                       | LR                       | 8 264        | 51,31        | 11 644      | 69,37       |
|                          | Yves Revillon            | LR                       | LR                       | 8 264        | 51,31        | 11 644      | 69,37       |
|                          | Anne-Gaëlle Courty Ahmed | PS                       | UGE                      | 2 791        | 17,33        | 5 141       | 30,63       |
|                          | David Mbanza             | EÉLV                     | UGE                      | 2 791        | 17,33        | 5 141       | 30,63       |
|                          | Stéphane Amiot           | LREM                     | REM                      | 2 363        | 14,67        |             |             |
|                          | Delphine Jouenne         | LREM                     | REM                      | 2 363        | 14,67        |             |             |
|                          | Jean-Florent Campion     | GÉ                       | ECO                      | 1 017        | 6,31         |             |             |
|                          | Laurence Lecoeur         | GÉ                       | ECO                      | 1 017        | 6,31         |             |             |
|                          | Olivier Maillols         | RN                       | RN                       | 1 003        | 6,23         |             |             |
|                          | Ghyslaine Schmitt        | RN                       | RN                       | 1 003        | 6,23         |             |             |
|                          | Sylvie Berloquin         | PCF                      | COM                      | 669          | 4,15         |             |             |
|                          | Dominique Borelly        | PCF                      | COM                      | 669          | 4,15         |             |             |
|                          |                          |                          |                          |              |              |             |             |
| Suffrages exprimés       | Suffrages exprimés       | Suffrages exprimés       | Suffrages exprimés       | 16 107       | 96,04        | 16 785      | 94,93       |
| Votes blancs             | Votes blancs             | Votes blancs             | Votes blancs             | 610          | 3,64         | 824         | 4,66        |
| Votes nuls               | Votes nuls               | Votes nuls               | Votes nuls               | 54           | 0,32         | 73          | 0,41        |
| Total                    | Total                    | Total                    | Total                    | 16 771       | 100          | 17 682      | 100         |
| Abstention               | Abstention               | Abstention               | Abstention               | 28 789       | 63,19        | 27 885      | 61,20       |
| Inscrits / participation | Inscrits / participation | Inscrits / participation | Inscrits / participation | 45 560       | 36,81        | 45 567      | 38,80       |

### Canton de Courbevoie-1
| Candidats                | Candidats                | Partis                   | Nuance                   | Premier tour | Premier tour | Second tour | Second tour |
| Candidats                | Candidats                | Partis                   | Nuance                   | Voix         | %            | Voix        | %           |
| ------------------------ | ------------------------ | ------------------------ | ------------------------ | ------------ | ------------ | ----------- | ----------- |
|                          | Daniel Courtès           | LR                       | LR                       | 5 920        | 39,84        | 8 550       | 58,83       |
|                          | Nathaly Lederman         | LR                       | LR                       | 5 920        | 39,84        | 8 550       | 58,83       |
|                          | Jean-Philippe Elie       | LREM                     | UC                       | 3 117        | 20,98        | 5 983       | 41,17       |
|                          | Isabelle Rivière         | LREM                     | UC                       | 3 117        | 20,98        | 5 983       | 41,17       |
|                          | Timothée Brudieu         | EÉLV                     | ECO                      | 2 910        | 19,58        |             |             |
|                          | Coralie Richard          | EÉLV                     | ECO                      | 2 910        | 19,58        |             |             |
|                          | Fazia Ait Kaci           | RN                       | RN                       | 1 465        | 9,86         |             |             |
|                          | Gérard Lepage            | RN                       | RN                       | 1 465        | 9,86         |             |             |
|                          | Aline Delobel            | PS                       | UGE                      | 1 447        | 9,74         |             |             |
|                          | Jean-Daniel Renaud       | PS                       | UGE                      | 1 447        | 9,74         |             |             |
|                          |                          |                          |                          |              |              |             |             |
| Suffrages exprimés       | Suffrages exprimés       | Suffrages exprimés       | Suffrages exprimés       | 14 859       | 95,49        | 14 533      | 86,14       |
| Votes blancs             | Votes blancs             | Votes blancs             | Votes blancs             | 672          | 4,32         | 2 233       | 13,24       |
| Votes nuls               | Votes nuls               | Votes nuls               | Votes nuls               | 29           | 0,19         | 105         | 0,62        |
| Total                    | Total                    | Total                    | Total                    | 15 560       | 100          | 16 871      | 100         |
| Abstention               | Abstention               | Abstention               | Abstention               | 27 880       | 64,18        | 26 576      | 61,17       |
| Inscrits / participation | Inscrits / participation | Inscrits / participation | Inscrits / participation | 43 440       | 35,82        | 43 447      | 38,83       |

### Canton de Courbevoie-2
| Candidats                | Candidats                | Partis                   | Nuance                   | Premier tour | Premier tour | Second tour | Second tour |
| Candidats                | Candidats                | Partis                   | Nuance                   | Voix         | %            | Voix        | %           |
| ------------------------ | ------------------------ | ------------------------ | ------------------------ | ------------ | ------------ | ----------- | ----------- |
|                          | Vincent Franchi          | LR                       | UCD                      | 7 701        | 43,73        | 10 336      | 62,06       |
|                          | Marie-Pierre Limoge      | UDI                      | UCD                      | 7 701        | 43,73        | 10 336      | 62,06       |
|                          | Christophe Hautbourg     | LREM                     | REM                      | 3 256        | 18,49        | 6 319       | 37,94       |
|                          | Elodie Lacassagne        | LREM                     | REM                      | 3 256        | 18,49        | 6 319       | 37,94       |
|                          | Priscille Descolas       | EÉLV                     | UGE                      | 3 223        | 18,30        |             |             |
|                          | Dan Zisso                | G·s                      | UGE                      | 3 223        | 18,30        |             |             |
|                          | Jean-Pierre Chabrut      | RN                       | RN                       | 1 853        | 10,52        |             |             |
|                          | Joëlle Dubois            | RN                       | RN                       | 1 853        | 10,52        |             |             |
|                          | Nadine Jeanne            | PS                       | UGE                      | 1 576        | 8,95         |             |             |
|                          | Alban Thomas             | PS                       | UGE                      | 1 576        | 8,95         |             |             |
|                          |                          |                          |                          |              |              |             |             |
| Suffrages exprimés       | Suffrages exprimés       | Suffrages exprimés       | Suffrages exprimés       | 17 609       | 94,77        | 16 655      | 87,75       |
| Votes blancs             | Votes blancs             | Votes blancs             | Votes blancs             | 748          | 4,03         | 2 019       | 10,64       |
| Votes nuls               | Votes nuls               | Votes nuls               | Votes nuls               | 223          | 1,20         | 307         | 1,62        |
| Total                    | Total                    | Total                    | Total                    | 18 580       | 100          | 18 981      | 100         |
| Abstention               | Abstention               | Abstention               | Abstention               | 29 558       | 61,40        | 29 171      | 60,58       |
| Inscrits / participation | Inscrits / participation | Inscrits / participation | Inscrits / participation | 48 138       | 38,60        | 48 152      | 39,42       |

### Canton de Gennevilliers
| Candidats                | Candidats                | Partis                   | Nuance                   | Premier tour | Premier tour | Second tour | Second tour |
| Candidats                | Candidats                | Partis                   | Nuance                   | Voix         | %            | Voix        | %           |
| ------------------------ | ------------------------ | ------------------------ | ------------------------ | ------------ | ------------ | ----------- | ----------- |
|                          | Denis Datcharry          | PCF                      | COM                      | 4 030        | 52,29        | 6 422       | 83,21       |
|                          | Nadia Mouaddine          | PCF                      | COM                      | 4 030        | 52,29        | 6 422       | 83,21       |
|                          | Patricia Lagarde         | RN                       | RN                       | 911          | 11,82        | 1 296       | 16,79       |
|                          | Christophe Versini       | RN                       | RN                       | 911          | 11,82        | 1 296       | 16,79       |
|                          | Carine Bansede           | LR                       | LR                       | 735          | 9,54         |             |             |
|                          | Philippe Hallais         | LR                       | LR                       | 735          | 9,54         |             |             |
|                          | Richard Merra            | EÉLV                     | ECO                      | 696          | 9,03         |             |             |
|                          | Eve Nielbien             | ÉCO                      | ECO                      | 696          | 9,03         |             |             |
|                          | Sandrine Hertig          | DVC                      | DVC                      | 591          | 7,67         |             |             |
|                          | Arnaud Pericard          | DVC                      | DVC                      | 591          | 7,67         |             |             |
|                          | Sophie Guisthau          | DVG                      | DVG                      | 488          | 6,33         |             |             |
|                          | Soma Niane               | DVG                      | DVG                      | 488          | 6,33         |             |             |
|                          | Fabienne Bourgeois       | GÉ                       | ECO                      | 256          | 3,32         |             |             |
|                          | Patrice Furé             | GÉ                       | ECO                      | 256          | 3,32         |             |             |
|                          |                          |                          |                          |              |              |             |             |
| Suffrages exprimés       | Suffrages exprimés       | Suffrages exprimés       | Suffrages exprimés       | 7 707        | 95,79        | 7 718       | 93,13       |
| Votes blancs             | Votes blancs             | Votes blancs             | Votes blancs             | 205          | 2,55         | 276         | 3,33        |
| Votes nuls               | Votes nuls               | Votes nuls               | Votes nuls               | 134          | 1,67         | 293         | 3,54        |
| Total                    | Total                    | Total                    | Total                    | 8 046        | 100          | 8 287       | 100         |
| Abstention               | Abstention               | Abstention               | Abstention               | 27 860       | 77,59        | 27 634      | 76,93       |
| Inscrits / participation | Inscrits / participation | Inscrits / participation | Inscrits / participation | 35 906       | 22,41        | 35 921      | 23,07       |

### Canton d'Issy-les-Moulineaux
| Candidats                | Candidats                | Partis                   | Nuance                   | Premier tour | Premier tour | Second tour | Second tour |
| Candidats                | Candidats                | Partis                   | Nuance                   | Voix         | %            | Voix        | %           |
| ------------------------ | ------------------------ | ------------------------ | ------------------------ | ------------ | ------------ | ----------- | ----------- |
|                          | Ludovic Guilcher         | UDI                      | UDI                      | 6 864        | 44,03        | 10 875      | 66,74       |
|                          | Nathalie Pitrou          | UDI                      | UDI                      | 6 864        | 44,03        | 10 875      | 66,74       |
|                          | Valérie Giraud           | DVG                      | UGE                      | 4 566        | 29,29        | 5 420       | 33,26       |
|                          | Damien Lecomte           | G·s                      | UGE                      | 4 566        | 29,29        | 5 420       | 33,26       |
|                          | Henri de La Brosse       | DVD                      | DVD                      | 2 884        | 18,50        |             |             |
|                          | Martine Vessière         | DVD                      | DVD                      | 2 884        | 18,50        |             |             |
|                          | Annie Lavenier           | RN                       | RN                       | 1 276        | 8,18         |             |             |
|                          | Hadrien Petit            | RN                       | RN                       | 1 276        | 8,18         |             |             |
|                          |                          |                          |                          |              |              |             |             |
| Suffrages exprimés       | Suffrages exprimés       | Suffrages exprimés       | Suffrages exprimés       | 15 590       | 94,72        | 16 295      | 93,00       |
| Votes blancs             | Votes blancs             | Votes blancs             | Votes blancs             | 869          | 5,28         | 1 227       | 7,00        |
| Votes nuls               | Votes nuls               | Votes nuls               | Votes nuls               | 0            | 0,00         | 0           | 0,00        |
| Total                    | Total                    | Total                    | Total                    | 16 459       | 100          | 17 522      | 100         |
| Abstention               | Abstention               | Abstention               | Abstention               | 28 339       | 63,26        | 27 293      | 60,90       |
| Inscrits / participation | Inscrits / participation | Inscrits / participation | Inscrits / participation | 44 798       | 36,74        | 44 815      | 39,10       |

### Canton de Levallois-Perret
| Candidats                | Candidats                | Partis                   | Nuance                   | Premier tour | Premier tour | Second tour | Second tour |
| Candidats                | Candidats                | Partis                   | Nuance                   | Voix         | %            | Voix        | %           |
| ------------------------ | ------------------------ | ------------------------ | ------------------------ | ------------ | ------------ | ----------- | ----------- |
|                          | Agnès Pottier-Dumas      | LR                       | LR                       | 6 915        | 46,72        | 9 106       | 59,99       |
|                          | David-Xavier Weiss       | CNIP                     | LR                       | 6 915        | 46,72        | 9 106       | 59,99       |
|                          | Frédérique Collet        | Agir                     | UCD                      | 4 554        | 30,77        | 6 072       | 40,01       |
|                          | Lies Messatfa            | MR                       | UCD                      | 4 554        | 30,77        | 6 072       | 40,01       |
|                          | Jérémy Mussilier         | EÉLV                     | UGE                      | 1 928        | 13,03        |             |             |
|                          | Anne Tamba               | PS                       | UGE                      | 1 928        | 13,03        |             |             |
|                          | Philippe Coste           | RN                       | RN                       | 1 405        | 9,49         |             |             |
|                          | Agnieszka Gebarska       | RN                       | RN                       | 1 405        | 9,49         |             |             |
|                          |                          |                          |                          |              |              |             |             |
| Suffrages exprimés       | Suffrages exprimés       | Suffrages exprimés       | Suffrages exprimés       | 14 802       | 97,45        | 15 178      | 93,48       |
| Votes blancs             | Votes blancs             | Votes blancs             | Votes blancs             | 251          | 1,65         | 744         | 4,58        |
| Votes nuls               | Votes nuls               | Votes nuls               | Votes nuls               | 136          | 0,90         | 315         | 1,94        |
| Total                    | Total                    | Total                    | Total                    | 15 189       | 100          | 16 237      | 100         |
| Abstention               | Abstention               | Abstention               | Abstention               | 27 937       | 64,78        | 26 902      | 62,36       |
| Inscrits / participation | Inscrits / participation | Inscrits / participation | Inscrits / participation | 43 126       | 35,22        | 43 139      | 37,64       |

### Canton de Meudon
| Candidats                | Candidats                | Partis                   | Nuance                   | Premier tour | Premier tour | Second tour | Second tour |
| Candidats                | Candidats                | Partis                   | Nuance                   | Voix         | %            | Voix        | %           |
| ------------------------ | ------------------------ | ------------------------ | ------------------------ | ------------ | ------------ | ----------- | ----------- |
|                          | Denis Larghero           | UDI                      | UCD                      | 9 834        | 59,71        | 11 261      | 66,08       |
|                          | Armelle Tilly            | LR                       | UCD                      | 9 834        | 59,71        | 11 261      | 66,08       |
|                          | Monique Couteaux         | E!                       | DVG                      | 5 201        | 31,58        | 5 781       | 33,92       |
|                          | Moumène Hadji            | EÉLV                     | DVG                      | 5 201        | 31,58        | 5 781       | 33,92       |
|                          | Sarena Habib             | RN                       | RN                       | 1 434        | 8,71         |             |             |
|                          | Frédéric Zagli           | RN                       | RN                       | 1 434        | 8,71         |             |             |
|                          |                          |                          |                          |              |              |             |             |
| Suffrages exprimés       | Suffrages exprimés       | Suffrages exprimés       | Suffrages exprimés       | 16 469       | 97,35        | 17 042      | 96,69       |
| Votes blancs             | Votes blancs             | Votes blancs             | Votes blancs             | 300          | 1,77         | 392         | 2,22        |
| Votes nuls               | Votes nuls               | Votes nuls               | Votes nuls               | 149          | 0,88         | 191         | 1,08        |
| Total                    | Total                    | Total                    | Total                    | 16 918       | 100          | 17 625      | 100         |
| Abstention               | Abstention               | Abstention               | Abstention               | 26 064       | 60,64        | 25 368      | 59,00       |
| Inscrits / participation | Inscrits / participation | Inscrits / participation | Inscrits / participation | 42 982       | 39,36        | 42 993      | 41,00       |

### Canton de Montrouge
| Candidats                | Candidats                     | Partis                   | Nuance                   | Premier tour | Premier tour | Second tour | Second tour |
| Candidats                | Candidats                     | Partis                   | Nuance                   | Voix         | %            | Voix        | %           |
| ------------------------ | ----------------------------- | ------------------------ | ------------------------ | ------------ | ------------ | ----------- | ----------- |
|                          | Joaquim Timoteo (d)           | PS                       | UGE                      | 4 577        | 27,40        | 9 377       | 55,41       |
|                          | Dominique Trichet-Allaire (d) | EÉLV                     | UGE                      | 4 577        | 27,40        | 9 377       | 55,41       |
|                          | Frédérique Bassoli            | DVC                      | DVC                      | 4 305        | 25,77        | 7 545       | 44,59       |
|                          | Étienne Langereau             | UDI                      | DVC                      | 4 305        | 25,77        | 7 545       | 44,59       |
|                          | Sonia Figueres                | PCF                      | UG                       | 3 697        | 22,13        |             |             |
|                          | Aurélien Saintoul             | LFI                      | UG                       | 3 697        | 22,13        |             |             |
|                          | Laure Camus                   | LREM                     | REM                      | 2 318        | 13,88        |             |             |
|                          | Roger Pronesti                | LREM                     | REM                      | 2 318        | 13,88        |             |             |
|                          | Agnès Lafitte                 | RN                       | RN                       | 1 521        | 9,10         |             |             |
|                          | Jean-Paul Mengès              | RN                       | RN                       | 1 521        | 9,10         |             |             |
|                          | Jean-Luc Le Devehat           | POID                     | EXG                      | 288          | 1,72         |             |             |
|                          | Marie-Josée Montout           | POID                     | EXG                      | 288          | 1,72         |             |             |
|                          |                               |                          |                          |              |              |             |             |
| Suffrages exprimés       | Suffrages exprimés            | Suffrages exprimés       | Suffrages exprimés       | 16 706       | 96,98        | 16 922      | 94,04       |
| Votes blancs             | Votes blancs                  | Votes blancs             | Votes blancs             | 307          | 1,78         | 738         | 4,10        |
| Votes nuls               | Votes nuls                    | Votes nuls               | Votes nuls               | 213          | 1,24         | 334         | 1,86        |
| Total                    | Total                         | Total                    | Total                    | 17 226       | 100          | 17 994      | 100         |
| Abstention               | Abstention                    | Abstention               | Abstention               | 28 381       | 62,23        | 27 617      | 60,55       |
| Inscrits / participation | Inscrits / participation      | Inscrits / participation | Inscrits / participation | 45 607       | 37,77        | 45 611      | 39,45       |

### Canton de Nanterre-1
| Candidats                | Candidats                   | Partis                   | Nuance                   | Premier tour | Premier tour | Second tour | Second tour |
| Candidats                | Candidats                   | Partis                   | Nuance                   | Voix         | %            | Voix        | %           |
| ------------------------ | --------------------------- | ------------------------ | ------------------------ | ------------ | ------------ | ----------- | ----------- |
|                          | Laureen Genthon             | PCF                      | UG                       | 3 401        | 41,46        | 5 372       | 62,92       |
|                          | Patrick Jarry               | DVG                      | UG                       | 3 401        | 41,46        | 5 372       | 62,92       |
|                          | Marie-Hélène Decis-Lartigau | DVD                      | DVD                      | 1 257        | 15,32        | 3 166       | 37,08       |
|                          | Christophe Ribault          | DVD                      | DVD                      | 1 257        | 15,32        | 3 166       | 37,08       |
|                          | Emmanuelle Fossati          | G·s                      | UGE                      | 1 166        | 14,21        |             |             |
|                          | Olivier Rassemusse          | EÉLV                     | UGE                      | 1 166        | 14,21        |             |             |
|                          | Alain Chialvo               | RN                       | RN                       | 917          | 11,18        |             |             |
|                          | Anne Sild                   | RN                       | RN                       | 917          | 11,18        |             |             |
|                          | Samia Boussissi-Poullard    | MR                       | UC                       | 718          | 8,75         |             |             |
|                          | Alexandre Guillemaud        | UDI                      | UC                       | 718          | 8,75         |             |             |
|                          | Julie Barbaux               | LFI                      | FI                       | 648          | 7,90         |             |             |
|                          | Cédric Briolais             | LFI                      | FI                       | 648          | 7,90         |             |             |
|                          | José Eloundou               | POID                     | EXG                      | 96           | 1,17         |             |             |
|                          | Valérie Saint-Edward        | POID                     | EXG                      | 96           | 1,17         |             |             |
|                          |                             |                          |                          |              |              |             |             |
| Suffrages exprimés       | Suffrages exprimés          | Suffrages exprimés       | Suffrages exprimés       | 8 203        | 96,62        | 8 538       | 93,89       |
| Votes blancs             | Votes blancs                | Votes blancs             | Votes blancs             | 171          | 2,01         | 415         | 4,56        |
| Votes nuls               | Votes nuls                  | Votes nuls               | Votes nuls               | 116          | 1,37         | 141         | 1,55        |
| Total                    | Total                       | Total                    | Total                    | 8 490        | 100          | 9 094       | 100         |
| Abstention               | Abstention                  | Abstention               | Abstention               | 23 617       | 73,56        | 23 030      | 71,69       |
| Inscrits / participation | Inscrits / participation    | Inscrits / participation | Inscrits / participation | 32 107       | 25,55        | 32 124      | 28,31       |

### Canton de Nanterre-2
| Candidats                | Candidats                | Partis                   | Nuance                   | Premier tour | Premier tour | Second tour | Second tour |
| Candidats                | Candidats                | Partis                   | Nuance                   | Voix         | %            | Voix        | %           |
| ------------------------ | ------------------------ | ------------------------ | ------------------------ | ------------ | ------------ | ----------- | ----------- |
|                          | Camille Bedin            | LR                       | UD                       | 5 587        | 41,98        | 8 149       | 64,16       |
|                          | Guillaume Boudy          | LR                       | UD                       | 5 587        | 41,98        | 8 149       | 64,16       |
|                          | Mélanie Blanchetot       | SE                       | UC                       | 2 271        | 17,06        | 4 552       | 35,84       |
|                          | Pascal Gentil            | LREM                     | UC                       | 2 271        | 17,06        | 4 552       | 35,84       |
|                          | Jérôme Pellerin          | GÉ                       | UG                       | 2 082        | 15,64        |             |             |
|                          | Nesrine Rezzag-Bara      | PS                       | UG                       | 2 082        | 15,64        |             |             |
|                          | Lise Cortes              | EÉLV                     | ECO                      | 1 523        | 11,44        |             |             |
|                          | Jacques Moulin           | EÉLV                     | ECO                      | 1 523        | 11,44        |             |             |
|                          | Dominique Bourdoulous    | RN                       | RN                       | 1 447        | 10,87        |             |             |
|                          | Laurent Salles           | RN                       | RN                       | 1 447        | 10,87        |             |             |
|                          | Céline Auges             | POID                     | EXG                      | 273          | 2,05         |             |             |
|                          | Bronislaw Slupek         | POID                     | EXG                      | 273          | 2,05         |             |             |
|                          | Valéry Barny             | DVG                      | DVG                      | 126          | 0,95         |             |             |
|                          | Anne Brochot             | DVG                      | DVG                      | 126          | 0,95         |             |             |
|                          |                          |                          |                          |              |              |             |             |
| Suffrages exprimés       | Suffrages exprimés       | Suffrages exprimés       | Suffrages exprimés       | 13 309       | 94,94        | 12 701      | 85,97       |
| Votes blancs             | Votes blancs             | Votes blancs             | Votes blancs             | 647          | 4,62         | 1 890       | 12,79       |
| Votes nuls               | Votes nuls               | Votes nuls               | Votes nuls               | 62           | 0,44         | 183         | 1,24        |
| Total                    | Total                    | Total                    | Total                    | 14 018       | 100          | 14 774      | 100         |
| Abstention               | Abstention               | Abstention               | Abstention               | 32 259       | 69,71        | 31 505      | 68,08       |
| Inscrits / participation | Inscrits / participation | Inscrits / participation | Inscrits / participation | 46 277       | 28,76        | 46 279      | 31,92       |

### Canton de Neuilly-sur-Seine
| Candidats                | Candidats                 | Partis                   | Nuance                   | Premier tour | Premier tour |
| Candidats                | Candidats                 | Partis                   | Nuance                   | Voix         | %            |
| ------------------------ | ------------------------- | ------------------------ | ------------------------ | ------------ | ------------ |
|                          | Alexandra Fourcade (d)    | DVD                      | DVD                      | 10 276       | 76,82        |
|                          | Jean-Christophe Fromantin | TEM                      | DVD                      | 10 276       | 76,82        |
|                          | Benoît Aguelon            | DVD                      | DVD                      | 1 099        | 8,22         |
|                          | Delphine Bourdon-Lavallée | LR                       | DVD                      | 1 099        | 8,22         |
|                          | Dominique Préhu           | PS                       | UGE                      | 1 046        | 7,82         |
|                          | Jean-Baptiste Puiggali    | EÉLV                     | UGE                      | 1 046        | 7,82         |
|                          | Myriam Celnik             | RN                       | RN                       | 955          | 7,14         |
|                          | Dmitry Missourkine        | RN                       | RN                       | 955          | 7,14         |
|                          | Carole Gallozzi           | FDD                      | DIV                      | 0            | 0            |
|                          | Marc Lesteven             | FDD                      | DIV                      | 0            | 0            |
|                          |                           |                          |                          |              |              |
| Suffrages exprimés       | Suffrages exprimés        | Suffrages exprimés       | Suffrages exprimés       | 13 376       | 98,58        |
| Votes blancs             | Votes blancs              | Votes blancs             | Votes blancs             | 137          | 1,01         |
| Votes nuls               | Votes nuls                | Votes nuls               | Votes nuls               | 56           | 0,41         |
| Total                    | Total                     | Total                    | Total                    | 13 569       | 100          |
| Abstention               | Abstention                | Abstention               | Abstention               | 22 281       | 62,15        |
| Inscrits / participation | Inscrits / participation  | Inscrits / participation | Inscrits / participation | 35 850       | 37,85        |

### Canton de Rueil-Malmaison
| Candidats                | Candidats                | Partis                   | Nuance                   | Premier tour | Premier tour | Second tour | Second tour |
| Candidats                | Candidats                | Partis                   | Nuance                   | Voix         | %            | Voix        | %           |
| ------------------------ | ------------------------ | ------------------------ | ------------------------ | ------------ | ------------ | ----------- | ----------- |
|                          | Rita Demblon             | UDI                      | UCD                      | 5 501        | 30,21        | 9 727       | 55,93       |
|                          | Xabi Elizagoyen          | LR                       | UCD                      | 5 501        | 30,21        | 9 727       | 55,93       |
|                          | Xavier Ginoux            | LREM                     | REM                      | 4 787        | 26,29        | 7 665       | 44,07       |
|                          | Armelle Kraffmuller      | LREM                     | REM                      | 4 787        | 26,29        | 7 665       | 44,07       |
|                          | Michel Le Roy            | ÉCO                      | UGE                      | 3 060        | 16,81        |             |             |
|                          | Sophie Sanchez           | PS                       | UGE                      | 3 060        | 16,81        |             |             |
|                          | Laurent Charon           | DVC                      | DVC                      | 2 819        | 15,48        |             |             |
|                          | Céline Veilhan           | DVC                      | DVC                      | 2 819        | 15,48        |             |             |
|                          | Monique Henault          | RN                       | RN                       | 2 041        | 11,21        |             |             |
|                          | Alexandre Payet          | RN                       | RN                       | 2 041        | 11,21        |             |             |
|                          |                          |                          |                          |              |              |             |             |
| Suffrages exprimés       | Suffrages exprimés       | Suffrages exprimés       | Suffrages exprimés       | 18 208       | 97,14        | 17 392      | 89,73       |
| Votes blancs             | Votes blancs             | Votes blancs             | Votes blancs             | 399          | 2,13         | 1 556       | 8,03        |
| Votes nuls               | Votes nuls               | Votes nuls               | Votes nuls               | 137          | 0,73         | 434         | 2,24        |
| Total                    | Total                    | Total                    | Total                    | 18 744       | 100          | 19 382      | 100         |
| Abstention               | Abstention               | Abstention               | Abstention               | 35 971       | 65,74        | 35 338      | 64,58       |
| Inscrits / participation | Inscrits / participation | Inscrits / participation | Inscrits / participation | 54 715       | 34,26        | 54 720      | 35,42       |

### Canton de Saint-Cloud
| Candidats                | Candidats                | Partis                   | Nuance                   | Premier tour | Premier tour | Second tour | Second tour |
| Candidats                | Candidats                | Partis                   | Nuance                   | Voix         | %            | Voix        | %           |
| ------------------------ | ------------------------ | ------------------------ | ------------------------ | ------------ | ------------ | ----------- | ----------- |
|                          | Jeanne Bécart            | LR                       | UD                       | 8 866        | 49,41        | 11 671      | 66,58       |
|                          | Éric Berdoati            | DVD                      | UD                       | 8 866        | 49,41        | 11 671      | 66,58       |
|                          | Julien Boulanger         | LREM                     | REM                      | 3 947        | 22,00        | 5 858       | 33,42       |
|                          | Audrey Fournier          | LREM                     | REM                      | 3 947        | 22,00        | 5 858       | 33,42       |
|                          | Cloé Minarro             | G·s                      | UGE                      | 3 238        | 18,05        |             |             |
|                          | Benoît Rey               | EÉLV                     | UGE                      | 3 238        | 18,05        |             |             |
|                          | Nathalie Gaude           | RN                       | RN                       | 1 892        | 10,54        |             |             |
|                          | Jean-Pierre Zereni       | RN                       | RN                       | 1 892        | 10,54        |             |             |
|                          |                          |                          |                          |              |              |             |             |
| Suffrages exprimés       | Suffrages exprimés       | Suffrages exprimés       | Suffrages exprimés       | 17 943       | 96,93        | 17 529      | 90,94       |
| Votes blancs             | Votes blancs             | Votes blancs             | Votes blancs             | 526          | 2,84         | 1 618       | 8,39        |
| Votes nuls               | Votes nuls               | Votes nuls               | Votes nuls               | 42           | 0,23         | 129         | 0,67        |
| Total                    | Total                    | Total                    | Total                    | 18 511       | 100          | 19 276      | 100         |
| Abstention               | Abstention               | Abstention               | Abstention               | 28 417       | 60,55        | 27 671      | 58,94       |
| Inscrits / participation | Inscrits / participation | Inscrits / participation | Inscrits / participation | 46 928       | 39,45        | 46 947      | 41,06       |